# Paradorysthetus signatipennis
Paradorysthetus signatipennis är en skalbaggsart som beskrevs av Ohaus 1908. Paradorysthetus signatipennis ingår i släktet Paradorysthetus och familjen Rutelidae. Inga underarter finns listade i Catalogue of Life.